# Filotei Zervakos
Filotei Zervakos (în greacă: Φιλόθεος Ζερβάκος, n. mai 1884, Pakia – d. 8 mai 1980, Thapsana) a fost un preot ortodox, călugăr și stareț al mănăstirii Izvorul Tămăduirii din Longovarda, pe insula Paros din Grecia.

## Viața
Filotei Zervakos s-a născut la începutul lunii mai 1884 în satul Pakia din fosta eparhie Epidavros Limira din Laconia. Numele său de mirean a fost Constantin (Κωνσταντίνος). La 29 decembrie 1907 a fost tuns în monahism, luându-și numele Filotei.
Între 1901 și 1903 a lucrat ca învățător în satul Foiniki din Laconia natală.
Începând din 1906 și-a efectuat serviciul militar la Regimentul 2 Cavalerie din Atena, cu grad de subofițer. În această perioadă, a frecventat biserica parohiei Sf. Elisei, din apropierea cazărmii, unde i-a cunoscut pe Alexandros Papadiamantis și Alexandros Moraitidis. La îndemnul părintelui său duhovnicesc, Sfântul Nectarie din Eghina, se călugărește la mănăstirea Izvorul Tămăduirii din Longovarda.
Filotei Zervakos a fost hirotonit preot la 22 aprilie 1912, iar un an mai târziu, la 12 octombrie 1913, a fost hirotesit arhimandrit. În 1924, a plecat într-un pelerinaj în Egipt și în Țara Sfântă. În 1930, după moartea egumenului Ierotheos al mănăstirii din Longovarda, a devenit starețul acesteia.

### Activitatea din timpul ocupației germane
A intervenit personal pe lângă comisarul german al insulelor Ciclade și a împiedicat execuția celor 125 de ostatici din Paros care au fost arestați ca măsură de represalii după ce, în luna mai 1944, un comando al trupelor aliate a sabotat aeroportul din insulă, răpind șapte militari germani și pe comandantul acestuia. Când starețul mănăstirii i-a cerut comisarului să fie cruțați prizonierii, acesta a refuzat, iar Zervakos și-a exprimat dorința de a fi inclus printre persoanele care urmau să fie executate. Atunci comisarul german s-a lăsat înduplecat.
Totodată, timp de trei ani, mănăstirea sa a oferit hrană de milostenie pentru 1500 de locuitori nevoiași ai insulei.

### Ctitorii
De-a lungul vieții sale, din inițiativa lui Filotei Zervakos au fost construite 12 biserici, două mănăstiri, trei cimitire și două școli.
A murit la 8 mai 1980. Mormântul său se află la biserica Sfântul Nectarie, în apropiere de mănăstirea Panaghia Myrtidiotissa din Thapsana.

## Lucrări
Scrierile lui Filotei Zervakos acoperă subiecte hagiografice, pastorale, catehetice și apologetice. A publicat regulat articole în periodicele bisericești Ορθόδοξος Τύπος și Κιβωτός. 
Bogată este și corespondența purtată, printre alții, cu Alexandros Moraitidis.
- Μέγα και θαυμαστόν προσκύνημα εις Παλαιστίνην και Σινά, 1925 (ediția a II-a, 1974)
- Πηγή θείων θησαυρισμάτων, vol. I, partea I, 1928 (ediția a II-a, 1968)
- Χρηστοήθεια του Φραγκίσκου Σοαβίου, 1931
- Ο Οδοιπόρος - μια ευσεβής οδοιπορία από της επιγείου πατρίδος έως της ουρανίου Ιερουσαλήμ, Atena, 1947 (ediția a II-a, 1979)
- Βίος, πολιτεία και θαύματα του Πατρός Ημών Αρσενίου του Νέου του εν τη νήσω Πάρω ασκήσαντος, 1960
- Πνευματική Διαθήκη, Atena, 1961
- Οσία Θεοκτίστη η Λεσβία. Ιστορία - παράδοσις - θαύματα - εικόνες, Atena, 1977
- Ανέκδοτες επιστολές για το ημερολογιακό ζήτημα, Ιερά Μονή Ζωοδόχου Πηγής Λογγοβάρδας, 2009

Traduceri în limba română
- Sfaturi, minuni, rugăciuni, traducere din limba greacă de Pr. Șerban Tică, Editura Sophia, București, 2004. ISBN 973-7623-16-9
- Călător către cer - viața, predicile și vedeniile Fericitului Filotei Zervakos, Editura Biserica Ortodoxă, Alexandria, 2002. ISBN 9738570530
- Mărturisirea Credinței Ortodoxe – testament duhovnicesc, Editura Bunavestire, Bacău, 2003.
- Ne vorbește Părintele Filotei Zervakos, Editura Cartea Ortodoxă, Egumenița, 2007.